# Distretto di Pabna
Il distretto di Pabna è un distretto del Bangladesh situato nella divisione di Rajshahi. Città principale è Pabna.

## Suddivisioni
Il distretto di Pabna si suddivide nei seguenti sottodistretti (upazila):
- Atgharia
- Bera
- Bhangura
- Chatmohar
- Faridpur (già Bonwareenogor)
- Ishwardi
- Pabna Sadar
- Santhia
- Sujanagar